# Lagos de Moreno
Lagos de Moreno es una ciudad ubicada en la región Altos Norte, en el estado mexicano de Jalisco. Es la cabecera del municipio homónimo.
Fue declarada Patrimonio Cultural de la Nación - Zona de Monumentos Históricos, por el Instituto Nacional de Antropología e Historia (INAH) en 1989.[cita requerida] Su centro histórico y puente fueron nombrados Patrimonio Cultural de la Humanidad por la Unesco (United Nations Educational, Scientific and Cultural Organization), el 1 de agosto de 2010 al formar parte del Camino Real de Tierra Adentro. El 16 de noviembre de 2012 la ciudad fue nombrada Pueblo Mágico. El 11 de agosto de 2013 fue nombrada capital del Caballo Cuarto de Milla en México. Fue parte de la Intendencia de Guadalajara de 1786 a 1821. A su vez es parte de la macrorregión del Bajío.

## Geografía

### Localización
La ciudad de Lagos de Moreno, está ubicada dentro del municipio de Lagos de Moreno, en el noreste del estado de Jalisco; se ubica en el suroeste del municipio.

### Clima
La ciudad de Lagos de Moreno, posee un clima semiseco semicálido. Tiene una temperatura media anual de 17.4 °C y una precipitación anual de 611.8 milímetros cúbicos.
| Parámetros climáticos promedio de Lagos de Moreno, Jalisco | Parámetros climáticos promedio de Lagos de Moreno, Jalisco | Parámetros climáticos promedio de Lagos de Moreno, Jalisco | Parámetros climáticos promedio de Lagos de Moreno, Jalisco | Parámetros climáticos promedio de Lagos de Moreno, Jalisco | Parámetros climáticos promedio de Lagos de Moreno, Jalisco | Parámetros climáticos promedio de Lagos de Moreno, Jalisco | Parámetros climáticos promedio de Lagos de Moreno, Jalisco | Parámetros climáticos promedio de Lagos de Moreno, Jalisco | Parámetros climáticos promedio de Lagos de Moreno, Jalisco | Parámetros climáticos promedio de Lagos de Moreno, Jalisco | Parámetros climáticos promedio de Lagos de Moreno, Jalisco | Parámetros climáticos promedio de Lagos de Moreno, Jalisco | Parámetros climáticos promedio de Lagos de Moreno, Jalisco |
| Mes                                                        | Ene.                                                       | Feb.                                                       | Mar.                                                       | Abr.                                                       | May.                                                       | Jun.                                                       | Jul.                                                       | Ago.                                                       | Sep.                                                       | Oct.                                                       | Nov.                                                       | Dic.                                                       | Anual                                                      |
| ---------------------------------------------------------- | ---------------------------------------------------------- | ---------------------------------------------------------- | ---------------------------------------------------------- | ---------------------------------------------------------- | ---------------------------------------------------------- | ---------------------------------------------------------- | ---------------------------------------------------------- | ---------------------------------------------------------- | ---------------------------------------------------------- | ---------------------------------------------------------- | ---------------------------------------------------------- | ---------------------------------------------------------- | ---------------------------------------------------------- |
| Temp. máx. abs. (°C)                                       | 29.0                                                       | 32.0                                                       | 33.0                                                       | 35.5                                                       | 40.0                                                       | 36.5                                                       | 34.0                                                       | 34.0                                                       | 37.0                                                       | 33.0                                                       | 31.0                                                       | 29.0                                                       | 40.0                                                       |
| Temp. máx. media (°C)                                      | 22.6                                                       | 24.2                                                       | 26.9                                                       | 29.1                                                       | 30.8                                                       | 28.9                                                       | 26.4                                                       | 26.4                                                       | 26.5                                                       | 26.3                                                       | 25.4                                                       | 23.0                                                       | 26.4                                                       |
| Temp. media (°C)                                           | 12.8                                                       | 13.9                                                       | 16.4                                                       | 18.6                                                       | 20.8                                                       | 21.0                                                       | 19.7                                                       | 19.5                                                       | 19.3                                                       | 17.7                                                       | 15.3                                                       | 13.6                                                       | 17.4                                                       |
| Temp. mín. media (°C)                                      | 3.1                                                        | 3.6                                                        | 5.8                                                        | 8.0                                                        | 10.8                                                       | 13.1                                                       | 13.0                                                       | 12.6                                                       | 12.1                                                       | 9.2                                                        | 5.3                                                        | 4.3                                                        | 8.4                                                        |
| Temp. mín. abs. (°C)                                       | -7.0                                                       | -7.5                                                       | -1.0                                                       | -1.0                                                       | 3.0                                                        | 3.0                                                        | 7.5                                                        | 6.0                                                        | 1.0                                                        | -1.0                                                       | -6.0                                                       | -4.0                                                       | -7.5                                                       |
| Precipitación total (mm)                                   | 15.5                                                       | 7.9                                                        | 6.6                                                        | 10.9                                                       | 25.1                                                       | 98.1                                                       | 137.5                                                      | 133.9                                                      | 107.0                                                      | 41.9                                                       | 13.5                                                       | 13.9                                                       | 611.8                                                      |
| Días de precipitaciones (≥ 1 mm)                           | 1.8                                                        | 1.0                                                        | 0.8                                                        | 1.3                                                        | 3.1                                                        | 8.3                                                        | 11.8                                                       | 12.0                                                       | 8.5                                                        | 4.2                                                        | 1.3                                                        | 1.7                                                        | 55.8                                                       |
| Fuente: Servicio Meteorológico Nacional                    |                                                            |                                                            |                                                            |                                                            |                                                            |                                                            |                                                            |                                                            |                                                            |                                                            |                                                            |                                                            |                                                            |

## Demografía

### Población
De acuerdo con el Censo de Población y Vivienda realizado en 2020 por el Instituto Nacional de Estadística y Geografía (INEGI), en la ciudad de Lagos de Moreno había un total de 111 569 habitantes, siendo 57 370 mujeres y 54 199 hombres.

### Viviendas
En el censo de 2020 se registraron alrededor de 38 024 viviendas, siendo 38 002 particulares. De las viviendas particulares, 30 020 estaban habitadas; mientras que de las viviendas particulares habitadas: 29 817 tenían piso de material diferente de tierra; 29 964 disponían de energía eléctrica; 29 919 disponían de escusado o sanitario; y 29 941 disponían de drenaje.

### Evolución demográfica
| Gráfica de evolución demográfica de Lagos de Moreno entre 1900 y 2020 |
|                                                                       |
| Fuente: Instituto Nacional de Estadística y Geografía                 |

## Economía
La actividad productiva destacada es la producción ganadera, sobre todo la lechera y de producción de cárnicos bovino y porcino, así como importantes centros de producción avícola (huevo y carne), apícola y de ganado menor. Es un destacado centro de crianza equina, esto derivado de las actividades en deportes ecuestres, como la tradicional Charrería. Cabe mencionar que la región de los Altos de Jalisco es la segunda región en cuanto a producción lechera en México, solo tras la comarca lagunera (Torreón), y Lagos de Moreno es la cabeza de esta producción, así como de la transformación en derivados como el queso, el yogur y la dulcería típica. En cuanto a la producción agrícola destacan la producción de maíz, frijol, alfalfa y sorgo forrajero; también cuenta con una modesta producción de frutos y hortalizas como calabaza, papa, zanahoria, coles, lechugas, rábano, fresas, membrillo y durazno. Ha habido proyectos de producción tequilera.
En la explotación minera, el municipio cuenta con minas de plata y mineral de hierro en la sierra de Comanja, que han caído en decadencia desde el siglo XX, y que actualmente son precariamente explotadas. Una de las artesanías típicas es el "pewter", que son utensilios, esculturas y artefactos fabricados con acero y plata. En tanto que la silvicultura ha quedado casi prohibida debido a la reducción de los bosques a consecuencia de la tala indiscriminada e incendios, actualmente se tiene planes de reforestación y conservación de bosques y áreas verdes.
Sus principales actividades industriales son las de procesado de alimentos (productos derivados de la leche, aceites vegetales y carnes), fabricación de calzado y de maquinaria agrícola. Es un centro comercial importante y está bien comunicado.
Se tiene una gran expectativa de que pronto el gobierno municipal impulse el desarrollo económico de la ciudad con proyectos como la reactivación del Aeropuerto Lic. Primo de Verdad. En la actualidad se cuenta también con el auge de la industria de la construcción, con proyectos que como finalidad tienen modernizar la ciudad, descentralizar los servicios y mejorar la vialidad, así como dar paso al turismo, la industria, y proyectos inmobiliarios, complejos habitacionales y la expansión de centros educativos.
En el ramo de servicios, desde su fundación ha sido un eje central del comercio y un cruce de caminos importantes, desde la época de la colonia con el "Camino Real México-Zacatecas", pasando con la llegada del ferrocarril durante el porfiriato y actualmente con las carreteras federales 45 y 45D México-Ciudad Juárez, y las 80 y 80D Tampico-Manzanillo), Lagos de Moreno está conectada inmediatamente con León, Guanajuato, por una carretera recién inaugurada de 4 carriles; San Luis Potosí, Aguascalientes y Guadalajara. Es una ciudad con potencial de destino turístico, dada su riqueza arquitectónica, natural y cultural, cuenta con servicios varios que van desde hoteles cinco estrellas, restaurantes gourmet tradicionales e internacionales, y tiendas variadas, balnearios de aguas termales conocidos en regiones aledañas, y una riqueza municipio adentro con el ecoturismo y el auge de las Hacienda-Hotel.
En el contexto educativo superior, la ciudad cuenta con el Instituto Tecnológico José Mario Molina Pasquel y Henríquez Campus Lagos de Moreno, también cuenta con el Centro Universitario de los Lagos de la Universidad de Guadalajara, universidad pública que ha sido el eje educativo y promotor de la cultura de la ciudad desde la década de los ochenta, la Universidad del Valle de Atemajac, así como recientemente los planteles de la UNIVER.

### Empresas
- Unilever de México.
- Bachoco, como procesador de aves.
- Mexlub de Petróleos Mexicanos, en lubricantes derivados del petróleo.
- Swissmex-Rapid, en maquinaria agrícola.
- Manufactura de equipo para automóviles, Nissan K&S, Draxlmaier.
- Medicina.
- Conmersa Lagos[15]
- Draxlmaier[16]
- Alucaps de Occidente

Es una de las regiones del país más importantes para la "industria láctea", ya que se ubican aquí empresas como:
- Nestlé, reconocida mundialmente en el ramo de derivados de lácteos y cereales.
- Sigma alimentos, en sus ramas de La Villita.
- Yoplait.
- EML Estructuras y Montajes de Lagos

## Conurbación con León
Debido al gran crecimiento de la Zona metropolitana de León, esta también ya se encuentra a escasos 2 kilómetros de la conurbación León-Lagos. lo que convertirá a los municipios de Lagos de Moreno y Unión de San Antonio en parte de la "ZML" Varios servicios dirigidos a leoneses han llegado al territorio jalisciense, tal como Ciudad Maderas, Terra Dentro, Puerta Luna, la Institución Deportiva de alto rendimiento Somnus, fraccionamientos Valle de los Reyes, Pedregal de San Antonio, Puesta del Sol entre otros. Estos servicios son para leoneses con suficientes recursos económicos, lo cual hará esta zona de alta plusvalía. Se espera que en unos lustros esta conurbación sea una realidad.[cita requerida]

## Orígenes y patrimonio
Fue fundada por Hernando Martel, el miércoles 31 de marzo de 1563 como población de españoles con el título de villa pues tuvo menos de 100 familias fundadoras (de haber rebasado tal cifra sería ciudad) con el nombre de  Villa de Santa María de los Lagos. Su actual templo parroquial (que es el cuarto desde la fundación de la parroquia en mayo de 1563) fue construido a partir de 1741 a iniciativa del cura Diego José Cervantes y Cuenca nacido en Querétaro,  con piedra rosa y de estilo barroco. El principal alarife autor de las obras del templo parroquial de la Asunción fue Nicolás de Santiago Medina, indio del pueblo de La Laguna.  Destaca el antiguo convento de monjas capuchinas, edificado como beaterio desde 1742 y luego convertido en Real Convento de San José de Gracia de Pobres Capuchinas por decreto del rey Fernando V en 1756. Desde 1867 funcionó como Liceo Miguel Leandro Guerra y actualmente en Casa de la Cultura y Biblioteca pública "María Soiné de Helguera" donde fueron sus claustros. Se considera que existe una red de túneles subterráneos que interconectaban conventos con iglesias y fincas de personajes relevantes de la villa laguense en la época virreinal; por el momento solo existe una parte del túnel ubicado en la casa que habitó el insurgente Pedro Moreno (1775-1817). El templo del señor del Calvario cuyo frontispicio fue inspirado en el de la basílica de San Pedro y La Casa del Escritor Mariano Azuela González (1873-1952) Mariano Azuela.

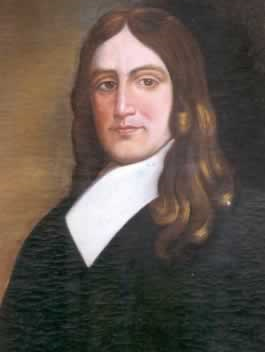
Hernando Martel, ilustre fundador de la Villa de Santa María de los Lagos, hoy Lagos de Moreno

## Patrimonio

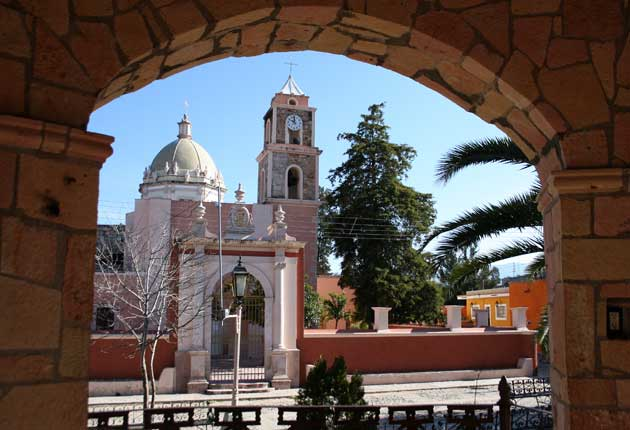
Templo de Comanja de Corona

Hospital y antiguo asilo Rafael Larios
El hospital cuenta con arquitectura sencilla y sobresale el conjunto de ventanales; la entrada cuenta con arcos de medio punto, y en el interior hay varios patios con arcadas de cantera.
Antiguo convento de Capuchinas

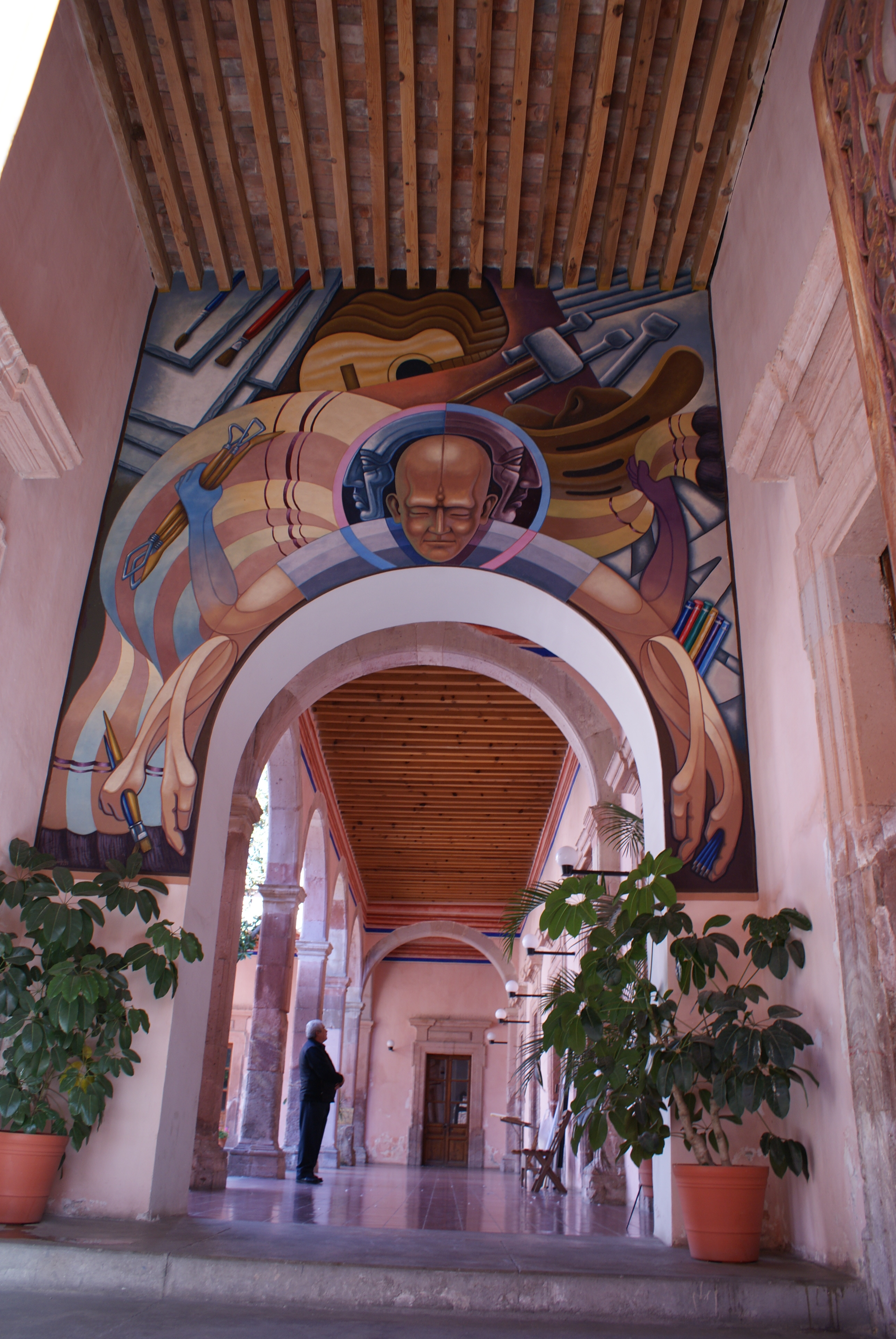
Escuela de Artes y Oficios.

El antiguo convento tiene fachada con contrafuertes, ventanas y puertas enmarcadas en cantera, balcones con barandal de hierro y faroles coloniales; otras fachadas muestran ventanas enmarcadas con relieves de formas vegetales y balcones. El interior tiene arcada en dos niveles, remodelados con tabique y pedazos de tezontle; quedan sólo restos de una portada original.
Monumento a Pedro Moreno
Ubicado en el parque del mismo nombre, escultura en bronce sobre pedestal de cantera en honor del héroe insurgente cuyo nombre lleva la ciudad. Llevando una mano derecha en actitud de defensa. Una placa conmemorativa reza: “Pedro Moreno defensor del fuerte del sombrero, degollado por la patria” la cual fue hecha por el entonces presidente municipal Alfredo Gallardo Fregoso, en colaboración con el gobernador Flavio Romero de Velasco y presidente de la República José López Portillo y Pacheco.
Residencia del conde de Rul
Estilo barroco, data del siglo XVIII. Está ubicada en la calle Hidalgo #279. Es una de las construcciones de la época virreinal y perteneció al conde Rul, quien fue yerno del dueño de la rica mina de oro “La Valenciana”, ubicada en Guanajuato. Es de dos plantas con tres balcones y herrería, además bellas gárgolas y faroles coloniales. En el interior sobresale una elegante escalera de rampa en ángulo.
|  |  |

Casa de la Rinconada de la Merced
De fines del siglo XVIII, su arquitectura es austera pero original, tiene fachada de dos niveles, donde destacan los balcones con barandal de cantera y una puerta con frontón triangular. Una placa testifica que en 1808 estuvo alojado ahí Miguel Hidalgo.
Templo de la Merced

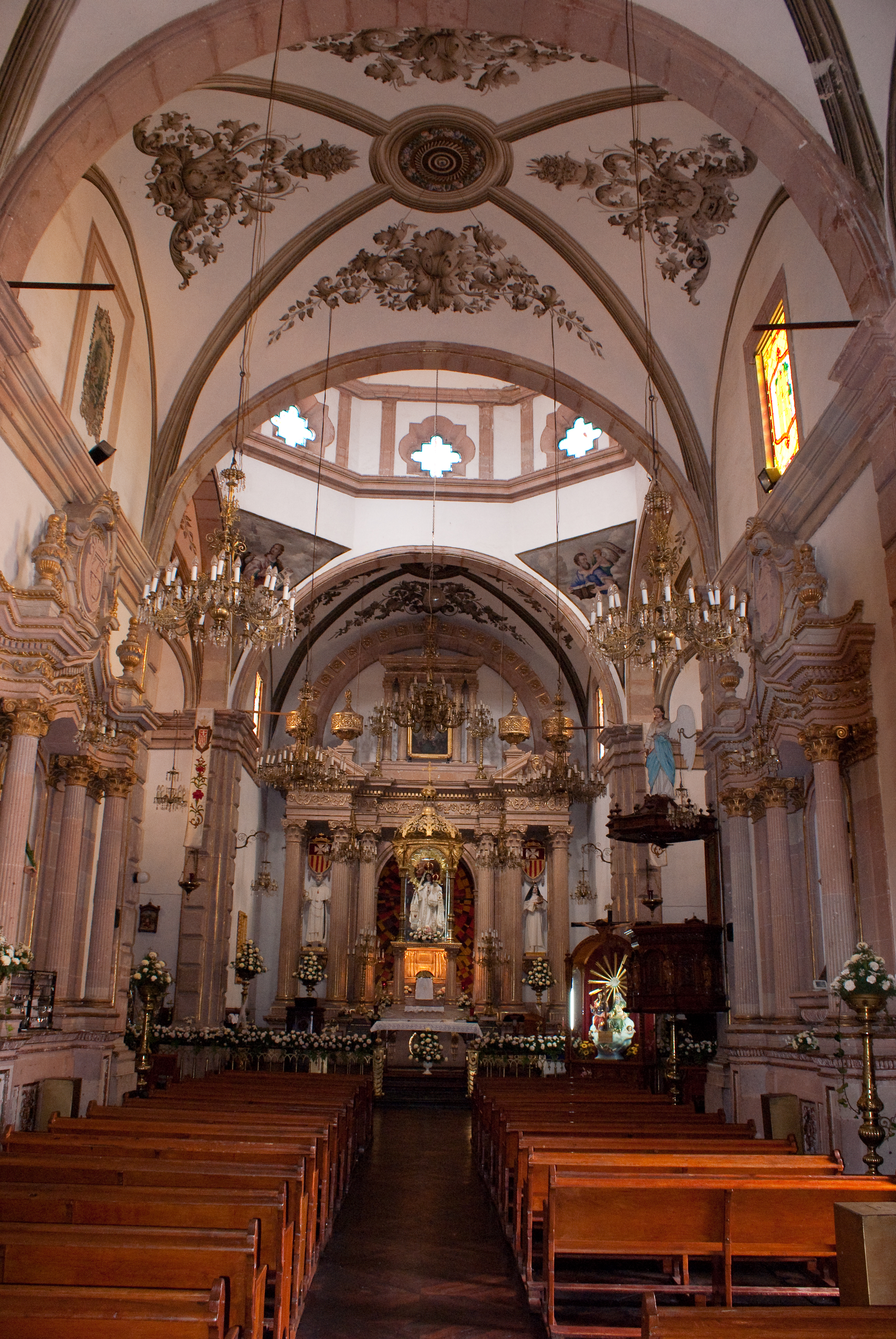
Templo de la Merced.

Se inició en 1686 y terminó en 1756, es estilo neoclásico, con nave de cruz latina y cúpula poligonal, la portada con entablamento con motivos florales y un nicho con la Virgen de la Merced. En su interior sus altares son neoclásicos, trabajados en cantera con columnas corintias.
Parroquia de la Luz
En esta iglesia se venera a la Virgen de la Luz.

## Ciudades hermanas
La ciudad de Lagos de Moreno está hermanada con las siguientes ciudades alrededor del mundo:
- Mascota, México (2014).[17][18]
- Brea, Estados Unidos (1965).[19]
- Sancti Spiritus, Cuba (1994).[20][21]
- Victoria de Durango, México (2012)[22][23]
- San Felipe, México  (2013).[24]
- Ciudad Guzmán, México  (2013)[25][26]
- Mazamitla, México (2014).[17][18]
- Tapalpa, México (2014).[17][18]
- San Sebastián del Oeste, México (2014).[17][18]
- Tequila, México  (2014).[17][18]

- Chiclana de la Frontera, España (2017)